# Anders Eklundh
Anders Eklundh, né le 12 mars 1968 à Motala,, est un coureur cycliste suédois, actif dans les années 1980 et 1990. Il est notamment champion de Suède sur route à deux reprises.

## Palmarès
- 1986
  -  Champion de Suède sur route juniors
  - 3e du championnat des Pays nordiques sur route juniors
- 1989
  - Champion des Pays nordiques sur route
- 1990
  -  Champion de Suède sur route
- 1991
  - Troyes-Dijon
  - 2ea étape du Circuit franco-belge
- 1992
  -  Champion de Suède sur route
  - 2e étape de la Flèche du Sud
- 1995
  - Grand Prix Marcel Kint
- 1997
  - 2e de l'Östgötaloppet